# Cornalba
Cornalba [koɾˈnalba] (Cornalba [koɾˈnalba] in dialetto bergamasco) è un comune italiano di 306 abitanti della provincia di Bergamo in Lombardia. Situato in val Serina, laterale della val Brembana, dista circa 33 chilometri a nord dal capoluogo orobico. Il comune parte della Comunità montana della Valle Brembana.

## Storia

### L'antichità
Le origini del paese sembrano risalire al I secolo a.C. ai tempi della dominazione romana, quando tutta la valle Serina fu riunita sotto il municipio di Bergamo.
Anche l'origine etimologica del toponimo sembrerebbe risalire a quel periodo: i vocaboli latini cornus (in italiano roccia), e albus (bianco), fanno chiaramente riferimento alla parete di roccia bianca che sovrasta il paese.
Anche il poeta Virgilio, in un suo viaggio in queste zone, rimase colpito dall'amenità del luogo, tanto da ritenere la parete rocciosa una residenza degli dèi.
La storia di questo piccolo borgo montano è sempre stata legata ai ritmi scanditi dalla natura, senza avvenimenti di particolare rilievo.

### Il Medioevo e l'età moderna
Si narra che nella zona fosse presente, in epoca medievale, un castello con tanto di piccolo esercito assoldato dal proprietario dal maniero che venne conquistato dai Visconti nel 1368. A tal riguardo non esistono né documenti, né tantomeno resti della costruzione, tanto da far pensare che il tutto faccia parte di leggende tramandate dagli abitanti.
Altri racconti ricordano che la zona era infestata da briganti e taglieggiatori, che assalivano i viandanti, rapinandoli dei loro averi.
Il territorio comunale era infatti attraversato dalla via Mercatorum, tracciato che collegava la val Seriana con l'alta val Brembana, permettendo agli abitanti di godere degli effetti benefici del commercio.
Con la costruzione della via Priula, questa via dei traffici perse via via importanza, costringendo gli abitanti a procurarsi il sostentamento con l'agricoltura e l'allevamento. Soltanto negli ultimi decenni si è sviluppata notevolmente l'industria turistica, che ha reso Cornalba una località rinomata per la tranquillità che offre.
Vari documenti attestano che il borgo si è trovato posto sotto la tutela amministrativa di Serina prima, e di Zogno poi, acquisendo solo in tempi recenti l'autonomia amministrativa.
Altri racconti riportano alcuni eventi successi nei secoli scorsi: il primo narra di un fulmine caduto sulla chiesa mentre in essa era in corso una messa. Dato che non vi furono né vittime, né tantomeno feriti, la popolazione decise di ricordare ogni anno questo evento con una processione.

### L'età contemporanea
C'è anche un aneddoto legato alle campagne napoleoniche, che vede protagonista un abitante del borgo che scampò alla battaglia di Russia. Si narra che, ritornato a piedi dalla battaglia, morì di emozione alla vista del nativo paese.
Durante la seconda guerra mondiale il paese è stato teatro il 25 novembre 1944 di un rastrellamento da parte di una brigata fascista che ha portato all'eccidio di quindici partigiani della brigata "Giustizia e Libertà", tra i quali si ricordano i fratelli Pietro e Luigi Cornetti, originari di Cornalba.
Il 25 novembre 1944 un reparto della compagnia OP di Bergamo, al comando del tristemente noto capitano Aldo Resmini, inizia un rastrellamento in val Serina. La colonna risale la valle e appena prima della frazione di Rosolo incrocia e blocca la corriera di linea Zambla-Bergamo. Mentre si compie la perquisizione dei passeggeri, sopraggiunge la seconda corriera, che abitualmente seguiva la prima di pochi minuti.
Vengono fermati, riconosciuti e uccisi sul posto i partigiani Giuseppe Biava, Barnaba Chiesa e Antonio Ferrari.
Poi la colonna fascista si divide in due gruppi. Il primo prosegue lungo la provinciale per Serina, dove effettua un breve rastrellamento, nella zona centrale del paese: molti uomini e giovani del posto si danno alla fuga e riescono a raggiungere i sentieri nei boschi. Il secondo si dirige verso Cornalba giungendovi poco prima delle ore otto.
I partigiani che si trovano in Cornalba, dove ha sede il comando della formazione, fuggono verso le pendici dell'Alben, per ricongiungersi al grosso della formazione. Sono però fatti bersaglio di un fuoco intensissimo proveniente dalle mitragliatrici fasciste, l'una piazzata in un prato, l'altra sul campanile della chiesa, e da almeno due mortai piazzati sulla destra dell'abitato. Per due ore nel paese risuonano le raffiche di mitraglia e i colpi di mortaio, mentre i repubblichini perquisiscono le case minacciando distruzioni e stragi.
Alle ore 10 viene dato il cessate il fuoco, ma ha inizio il rastrellamento nei boschi e nelle cascine sopra l'abitato, finché alle ore 12,00 la colonna OP lascia Cornalba per fermarsi al municipio di Bracca, sito in Algua, dove il capitano minaccia il podestà e il parroco prospettando nuovi rastrellamenti.
Cornalba inizia la raccolta dei cadaveri. Erano caduti il comandante della Brigata Giustizia e Libertà “24 Maggio” Giacomo “Tiragallo” Ratti, i fratelli Gino e Piero Cornetti, Franco Cortinovis, Giuseppe Maffi, Callisto Sguazzi “Peter”, Giambattista Mancuso.
Pur con la paura di nuove azioni contro la popolazione, martedì 28 novembre 1944 si svolge la cerimonia funebre che è controllata e difesa da un gruppo di partigiani in armi.
Esattamente una settimana dopo, il 1º dicembre 1944, una nuova azione di rastrellamento ad opera dei militi della guardia forestale interessa Serina provocando la morte di altri cinque partigiani: Celestino Gervasoni, Mario Ghirlandetti e i russi “Carlo”, “Michele” e “Angelo”. Di rilevante importanza è stato il contributo dei tantissimi soldati poco più che vent'anni, provenienti dalle parti più remote della Russia, l'allora Unione Sovietica, che, catturati dai tedeschi e tradotti in Italia, riuscirono a fuggire dai campi di prigionia fascisti dopo la caduta di Mussolini e si unirono, all'indomani dell'8 settembre 1943, alle formazioni partigiane.

### Simboli
Lo stemma e il gonfalone del Comune di Cornalba sono stati concessi con decreto del presidente della Repubblica del 13 dicembre 1978.
Lo stemma è ispirato a quello dell'antica famiglia Cavagnis o Cavanis originaria di Cornalba (d'azzurro a tre monti d'argento, moventi dalla punta dello scudo; i due ai lati cimati da due alberi e quello centrale da un cavagnolo, un cesto, con un uccello sul manico, il tutto al naturale) presente nello stemmario Camozzi del 1888, conservato nella Biblioteca Civica di Bergamo. Dal momento che il ramo nobiliare della famiglia era estinto, il Comune, decise di adottarne le insegne per rappresentare la comunità, anche perché nello scudo erano presenti elementi che bene si adattavano alla natura del paese, come gli abeti e la montagna, riferimento questo sia all'origine del nome Cornalba che allo spuntone di roccia bianca sovrastante la cittadina. Venne deciso di inserire dietro la colomba, simbolo di pace, due spade incrociate per commemorare i fatti del 25 novembre 1944, quando morirono 15 partigiani uccisi da un commando fascista, il cui sangue è simbolicamente rappresentato dalla campagna di rosso.
Il gonfalone è un drappo troncato di azzurro e di rosso.

## Monumenti e luoghi d'interesse

### Architetture religiose

#### La chiesa di San Pietro
La chiesa parrocchiale, dedicata a san Pietro, fu edificata nel corso del XV secolo, ma rifatta quasi tre secoli più tardi, e presenta un porticato risalente al XIX secolo. La chiesa conserva arredi di pregio, sculture del Caniana e alcune opere d'arte: tre dipinti su tavola appartenuti a un politico di epoca Quattrocentesca di difficile attribuzione. 

##### San Francesco riceve le stigmate sulla Verna
Notevole è anche la tela Le stigmate di San Francesco sulla Verna, opera giovanile di Carlo Ceresa. In questo olio su tela viene rappresentato il santo genuflesso tra la terra e il cielo, con in alto la luce divina ed in basso il teschio della morte e la Croce della Redenzione, a significare “il santo intermediario fra la potenza di Cristo e le debolezze umane”.

### Altre
La natura offre numerose attrazioni su tutto il territorio comunale. È possibile compiere escursioni adatte ad ogni utenza, da sentieri alla portata di chiunque, a vie per i più esperti.
Inoltre sulla corna bianca che domina il paese, è stata chiodata a partire dal 1980, una palestra di arrampicata sportiva con itinerari di varie difficoltà, molto frequentata dagli appassionati; tanto da essere rinomata anche oltre i confini nazionali.

## Società
Il comune di Cornalba ha fatto registrare nel censimento del 1991 una popolazione pari a 298 abitanti. Nel censimento del 2001 Cornalba ha fatto registrare una popolazione pari a 286 abitanti, mostrando quindi nel decennio 1991 - 2001 una variazione percentuale di abitanti pari al -4,03%. Al 31 dicembre 2010 contava 310 residenti (161 maschi e 149 femmine). Al 31 dicembre 2011 conta 304 residenti (159 maschi e 145 femmine), mostrando una variazione percentuale di abitanti pari al -1,94% rispetto all'anno precedente.

### Evoluzione demografica
Abitanti censiti

## Cultura

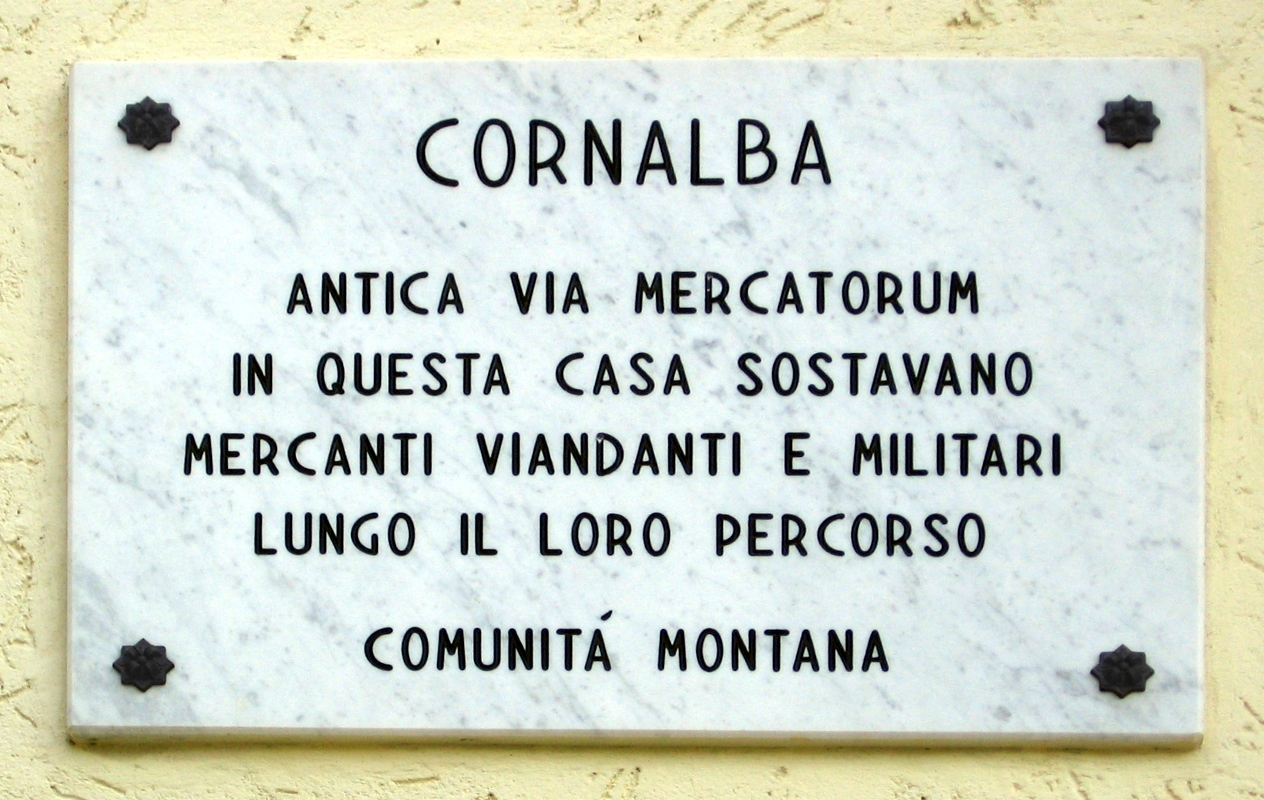
Targa a Via Mercatorum

### Eventi
Fino a qualche tempo fa la terza domenica di luglio si svolgeva il palio degli asini, kermesse che richiamava un folto pubblico, mentre ancor oggi, durante la prima settimana di agosto, si tiene la festa del villeggiante.

## Geografia antropica
Il territorio comunale è costituito dal Capoluogo Cornalba, comprendente anche le contrade Piazza, Pagliarolo e Cima Costa, e dalla frazione Passoni, comprendente anche la contrada Ola.

## Sport
Appena a monte del paese, sulle pendici del monte Alben, si trova una famosa parete rocciosa verticale sulla quale si pratica arrampicata su roccia. Le vie tracciate arrivano fino al grado di difficoltà 9a+, e sono state percorse anche da famosi arrampicatori, tra cui il campione ceco Adam Ondra.

## Amministrazione

### Gemellaggi
- Saint-Hilaire-de-Brens[senza fonte]